# Château d'Aché
Le château d'Aché est un édifice situé à Valframbert, en France.

## Localisation
Le monument est situé dans le département français de l'Orne,  sur le territoire de la commune de Valframbert, à 2 km au sud-est du bourg.

## Architecture
Les façades et les toitures du château, le vestibule et son escalier, la salle à manger et son décor, le salon et son décor sont inscrits au titre des monuments historiques par arrêté du 9 décembre 1994.